# Шахматово (Псковська область)
Шахматово (рос. Шахматово) — присілок в Бєжаницькому районі Псковської області Російської Федерації.
Населення становить 24 особи. Входить до складу муніципального утворення Бєжаницьке муніципальне утворення.

## Історія
Від 2005 року входить до складу муніципального утворення Бєжаницьке муніципальне утворення.

## Населення
| 2001 | 2002 | 2010 |
| ---- | ---- | ---- |
| 45   | ↘31  | ↘24  |